# Damaeus bacillum
Damaeus bacillum är en kvalsterart som först beskrevs av Kulczynski 1926.  Damaeus bacillum ingår i släktet Damaeus och familjen Damaeidae. Inga underarter finns listade i Catalogue of Life.